# Ива ситхинская
И́ва ситхи́нская (лат. Salix sitchensis) — вид цветковых растений из рода Ива (Salix) семейства Ивовые (Salicaceae).

## Распространение и экология
В природе ареал вида охватывает Дальний Восток России и крайне западные районы Северной Америки (от Аляски до Калифорнии).
Произрастает в лесотундре.

## Ботаническое описание
Кустарник средней величины или, в Северной Америке, дерево высотой 3—9 м. Ветви почти прутьевидные, молодые серо-войлочные, взрослые — голые.
Почки мелкие, острые, опушённые. Прилистники крупные, полусердцевидные, железисто-зубчатые, шерстистые, опадают рано, часто отсутствуют. Листья продолговато-обратнояйцевидные, длиной 4—5 см, шириной 1,5—2,5 см, плоские, к основанию клиновидно суженные, на верхушке закрученные и заострённые, цельнокрайные или неглубоко-пильчатые, сверху тёмно-зелёные, вначале немного войлочные, позже почти голые, снизу покрыты серебристо-блестящим войлоком, на опушённых черешках длиной 0,4—0,6 мм.
Серёжки ранние, почти сидячие, женские на короткой ножке, косо вверх направленные или изогнутые, длиной 7—10 см, диаметром 1 см, продолговато-цилиндрические, густоцветковые. Прицветные чешуйки туповатые, жёлтые или рыжеватые, наверху бурые, голые или по спинке волосистые. Тычинки в числе двух, свободныё, жёлтые, с буреющими пыльниками. Завязь длиной до 2 мм, в основании толстоватая, коротко серебристо-войлочная; столбик удлинённый, в основании желтоватый, наверху тёмно-бурый; рыльце короткое, цельное, прямое.
Цветение до распускания листьев или одновременно с ними.

## Таксономия
Вид Ива ситхинская входит в род Ива (Salix) семейства Ивовые (Salicaceae) порядка Мальпигиецветные (Malpighiales).
|  |                                      |  |                                                             |                                                             |                  |  | ещё 36 семейств (согласно Системе APG II) | ещё 36 семейств (согласно Системе APG II) |                    |  |  |  | ещё более 500 видов |
|  |                                      |  |                                                             |                                                             |                  |  | ещё 36 семейств (согласно Системе APG II) | ещё 36 семейств (согласно Системе APG II) |                    |  |  |  | ещё более 500 видов |
|  |                                      |  |                                                             | порядок Мальпигиецветные                                    |                  |  |                                           |                                           | род Ива            |  |  |  |                     |
|  |                                      |  |                                                             | порядок Мальпигиецветные                                    |                  |  |                                           |                                           | род Ива            |  |  |  |                     |
|  | отдел Цветковые, или Покрытосеменные |  |                                                             |                                                             | семейство Ивовые |  |                                           |                                           | вид Ива ситхинская |  |  |  |                     |
|  | отдел Цветковые, или Покрытосеменные |  |                                                             |                                                             | семейство Ивовые |  |                                           |                                           |                    |  |  |  |                     |
|  |                                      |  | ещё 44 порядка цветковых растений (согласно Системе APG II) | ещё 44 порядка цветковых растений (согласно Системе APG II) |                  |  |                                           | ещё около 57 родов                        | ещё около 57 родов |  |  |  |                     |
|  |                                      |  |                                                             | ещё 44 порядка цветковых растений (согласно Системе APG II) |                  |  |                                           |                                           | ещё около 57 родов |  |  |  |                     |